# Kristina Ingesdotter
Kristina Ingedotter, född okänt år, död 18 januari 1122, var en svensk prinsessa och furstinna av Novgorod, dotter till kung Inge den äldre och drottning Helena av Sverige, och gift med furst Mstislav I Vladimirovitj den store. 

## Biografi
Kristina antas ha varit den äldsta av Inges och Helenas tre döttrar, och gifte sig före sina systrar Margareta och Katarina. Hon gifte sig med furst Mstislav av Novgorod 1095. 
Arkeologerna har återfunnit Kristinas sigill, som föreställer en krönt kvinna med helgongloria med namnet "Sankta Kristina". En avbild av Sankta Kristina i Nereditsakyrkan antas föreställa Kristina, och det har föreslagits att hon har varit föremål för dyrkan som lokalhelgon.
Vid hennes far Inge den äldres död uteslöts hon från arvsrätt efter fadern på grund av att hon bodde så långt från Sverige att hon ansågs ha gått förlustig arvsrätten. Hennes dotter Ingeborg, som gifte sig med en dansk prins och bosatte sig i Norden, fick dock en fjärdedel av Kristinas farsarv av hennes syster Margareta.
Kristina avled 1122, ett år innan hennes make blev storfurste i Kiev. 
Barn
1. Ingeborg, gift med hertig Knut Lavard av Jylland och mor till kung Valdemar den store av Danmark.[6]
2. Malmfrid, gift med kung Sigurd Jorsalafarare av Norge och andra gången med kung Erik Emune av Danmark.
3. Eupraxia, gift med Alexios II Komnenos, son till Johannes II Komnenos.
4. Vsevolod av Novgorod och Pskov.
5. Maria, gift med Vsevolod II av Kiev.
6. Iziaslav II av Kiev.
7. Rostislav av Kiev.
8. Sviatopolk av Pskov.
9. Rogneda, gift med Jaroslav av Volynien.
10. Xenia, gift med Briatjislav av Iziaslavl.